# Airen (Autor)

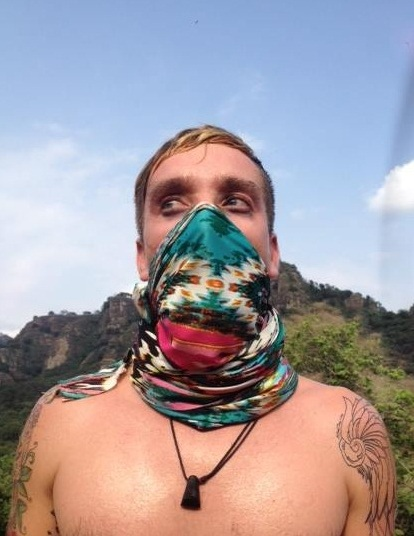
Airen (2016)

Airen (* 1981 in der DDR) ist ein unter Pseudonym schreibender deutscher Blogger, Schriftsteller und Journalist. Seine Texte erschienen u. a. in Form zweier Romane. Darüber hinaus ist er Autor zahlreicher Beiträge für die Feuilletons von Spiegel, Frankfurter Allgemeine Zeitung und Welt.

## Leben
Airen verbrachte seine ersten acht Lebensjahre mit seinen Eltern in der DDR und besuchte dort zuletzt die POS in Mittweida. Sein Vater war promovierter Ingenieur und Hochschulassistent, seine Mutter als Buchhalterin tätig. Im Sommer 1989 flüchtete die Familie über Ungarn in die BRD und ließ sich in Rosenheim nieder. Dort machte Airen im Jahr 2001 Abitur und leistete anschließend Zivildienst.
Zum Studium der Internationalen Betriebswirtschaftslehre zog er zunächst nach Frankfurt (Oder) und später nach Berlin. Im Jahr 2006 erhielt er den Grad des Bachelors und arbeitete bei einer Unternehmensberatung in Berlin. Anderthalb Jahre war er bei deren Niederlassung in Mexiko-Stadt tätig, wo er auch seine spätere Ehefrau kennenlernte. Nach der Geburt des gemeinsamen Kindes lebte die Familie um 2010 zunächst in Berlin, zog jedoch anschließend wieder nach Mexiko.
Das Pseudonym Airen entstammt dem Mandarin (chinesisch 爱人) und bedeutet dort Ehepartner (wörtlich: „Liebesmensch“). Im Rahmen seiner literarischen Tätigkeit tritt Airen ausschließlich unter diesem Pseudonym in Erscheinung. Im bürgerlichen Leben soll er „einen für Kinder der 1980er-Jahre ganz typischen zweisilbigen Vornamen“ tragen.

## Werk
Nachdem er seit 2003 Blogs anderer Autoren gelesen hatte, begann er 2004 seinen eigenen Blog unter dem Pseudonym Airen. Themen und Plattform wechselten zunächst, auch aus Sorge, von Bekannten oder Kollegen wiedererkannt zu werden. Mit der Zeit verlagerte sich der Fokus auf Drogen und Techno. Im Zentrum stand dabei der 2004 eröffnete Szene-Club Berghain. 2008 brachte er seine Blogeinträge kurz vor dem Umzug nach Mexiko in Buchform. Im August 2009 erschien der überarbeitete Text unter dem Titel Strobo bei dem Berliner Kleinverlag SuKuLTuR in einer Erstauflage von 1000 Exemplaren. Das Buch blieb zunächst weitgehend unbeachtet von der Literaturszene und der größeren Öffentlichkeit. Eine Vertonung des Kapitels LabOraTory: In der Hölle durch den Blogger Deef Pirmasens als Podcast gewann den internationalen Best-of-Blog-Award der Deutschen Welle. Deef Pirmasens veranstaltete des Weiteren eine multimediale Lesung unter dem Titel STROBO – Airens Technoprosa aus dem Berghain in München. Im Herbst 2010 erschien Strobo als Hörbuch, ebenfalls gelesen von Deef Pirmasens.
Airens zweiter Band I Am Airen Man, der auf Notizen aus seiner Zeit in Mexiko basiert, ist Ende März 2010 im Blumenbar Verlag erschienen. Kritiker halten das Buch für das literarisch stärkere.
Von Februar 2011 bis Mai 2012 führte Airen von Mexiko aus für den Musikexpress das Blog Attacke Azteka.
Mittlerweile schreibt Airen regelmäßig für Feuilleton und Reiseteil von Frankfurter Allgemeine Zeitung, Welt am Sonntag und des Spiegels, u. a. über seine Wahlheimat, Literatur, Zeitgeschichte und Themen der Popkultur.

### Hegemann-Plagiatsaffäre
Deef Pirmasens wies am 5. Februar 2010 nach, dass die bis dahin von vielen Rezensenten gelobte 17-jährige Autorin Helene Hegemann in ihrem Debütroman Axolotl Roadkill Passagen aus Strobo ohne Quellenangabe übernommen hatte. Hegemann selbst räumte dies umgehend ein und entschuldigte sich, verteidigte jedoch ihre literarische Vorgehensweise. Hegemanns Verlag Ullstein bemühte sich eilig um eine nachträgliche Abdruckgenehmigung. Da Airen und sein Verlag Hegemanns Roman grundsätzlich schätzten und ihrer jungen Karriere nicht im Wege stehen wollten, einigte man sich nach kurzen Verhandlungen ohne juristische Schritte auf eine Geldzahlung und Quellenangabe in zukünftigen Auflagen (in der damals aktuellen 2. Auflage von Axolotl Roadkill war Airen kurz vor Bekanntwerden der Plagiatsvorwürfe bereits zumindest in die Danksagungen aufgenommen worden). Außerdem kündigte der Ullstein Verlag an, Strobo selbst als Taschenbuch herauszubringen. Der Band erschien im Oktober 2010.

## Veröffentlichungen (Auswahl)
- Strobo.
  - Mit einem Nachwort von Bomec. Herausgegeben von alle3. Berlin: SuKuLTuR, 2009. ISBN 978-3-941592-06-3.
  - Berlin: Ullstein, 2010. ISBN 3548282881
  - 3 CD gelesen von Deef Pirmasens: Downtown, Berlin 2010 ISBN 978-3-86909-051-1
- I Am Airen Man.
  - München: Blumenbar, 2010. ISBN 978-3-936738-85-8.
  - München: Heyne Hardcore, 2011. ISBN 978-3-453675-99-5
- Fucking Dance Party, in Das Buch der Tagebücher, Rainer Wieland (Hg.), Piper, München, 2010. ISBN 978-3-492053-26-6
- Tropenstürme, in Jetlag Café – Geschichten für schlaflose Träumer und rastlose Reisende, Fischer, Frankfurt, 2011. ISBN 978-3-596187-61-4
- Frankfurter Allgemeine Sonntagszeitung vom 30. November 2014, S. 41:  Der kommende Aufstand. - Lange hat sich niemand gegen die Allianz von Drogenkartellen, korrupten Polizisten und Politikern in Mexiko gewehrt. Das beginnt sich zu ändern. Ein Reisebericht. (genios.de (Archiv))
- Unter Elfen – Amongst elves, in Mexibility. We are in the city we cannot leave it, Friedrich von Borries & Moritz Ahlert (Hg.), RM + Goethe-Institut Mexiko, Mexiko-Stadt. ISBN 978-84-17047-07-8